# Веверс, Санне
Санне Веверс (нидерл. Sanne Wevers; род. 17 сентября 1991, Леуварден) — нидерландская гимнастка, первая олимпийская чемпионка в истории Нидерландов в упражнениях на бревне (2016), а также многократный призёр чемпионатов мира и Европы по спортивной гимнастике среди женщин.

## Биография
Санне Веверс родилась 17 сентября 1991 года в нидерландском городе Леуварден в провинции Фрисландия. Её отец Винсент и мать Гемма также являются гимнастами. Санне второй ребёнок в семье, у неё есть младшая сестра, которая родилась на шесть минут позже — Лике Веверс. Сёстры являются членами сборной Нидерландов по гимнастике и тренируются под руководством своего отца.